# Kozłów (Radzanów)
Pour les articles homonymes, voir Kozłów.
Kozłów (prononciation : [ˈkɔzwuf]) est un village polonais de la gmina de Radzanów dans le powiat de Białobrzegi de la voïvodie de Mazovie dans le centre-est de la Pologne.
Le village possède approximativement une population de 100 habitants.

## Histoire
De 1975 à 1998, le village appartenait administrativement à la voïvodie de Radom.